# ماركوس واترس
ماركوس واترس (بالإنجليزية: Monty Waters)‏ هو عازف ساكسفون أمريكي، ولد في 14 أبريل 1938 في موديستو في الولايات المتحدة، وتوفي في 23 ديسمبر 2008 في ميونخ في ألمانيا.

## وصلات خارجية
- ماركوس واترس على موقع ميوزك برينز (الإنجليزية)
- ماركوس واترس على موقع أول ميوزيك (الإنجليزية)
- ماركوس واترس على موقع ديسكوغز (الإنجليزية)